# Seekogel (Kaunergrat)
Seekogel är ett berg i Österrike. Det ligger i distriktet Imst och förbundslandet Tyrolen, i den västra delen av landet. Toppen på Seekogel är 3 358 meter över havet. Seekogel ingår i massivet Kaunergrat som är en del av Ötztalalperna.
Den högsta punkten i närheten är Watzespitze, 3 532 meter över havet, 2,4 km nordväst om Seekogel. Närmaste samhälle är Plangeross (del av St. Leonhard im Pitztal), öster om Seekogel. 
Trakten runt Seekogel består i huvudsak av kala bergstoppar och isformationer.